# 니코틴
니코틴(nicotine)은 가지과의 식물에서 발견되는 천연 알칼로이드 물질이다. 각성제와 항불안제의 효과를 가지는 오락용 약물로서 널리 이용되며, 금연 치료 시 금단 증상 완화를 위한 의료적 사용도 있다.
주로 담배에 많이 들어있는 성분으로 말린 담뱃잎의 0.6%에서 3.0% 정도의 무게를 차지하는데, 담배의 뿌리에서 생합성되어 잎에 축적된다. 토마토, 감자, 가지와 피망에도 적은 양이 들어있다. 또한 코카나무의 잎에서 코카인과 같이 나오기도 한다. 니코틴은 곤충에 강력한 신경독성을 발휘하여 살충기능으로 작용하며, 그 때문에 옛날에는 살충제로서 널리 사용되었다. 또 이미다클로프리드와 같은 니코틴 유사화합물 역시 살충제로 널리 쓰였다.
니코틴은 중독성이 매우 높은 약물로서 의존증을 일으키기 쉽다. 니코틴은 주의력, 작업 기억 향상 등의 각성 효과를 일으키며 저용량에서(보통 담배는 약 1mg의 니코틴을 함유하고 있다.) 진통 효과가 있다. 그리고 이것이 흡연이 습관성이 되는 주요 요소 중의 하나가 된다. 미국 심장협회에 따르면 "니코틴 중독은 역사상 가장 끊기 힘든 중독 중의 하나이다." 담배 중독을 결정하는 약리학적이고 행동학적인 특성은 헤로인이나 코카인과 같은 약물에 대한 중독을 결정하는 특성과 유사하다. 니코틴은 담배 속에 들어있는 인체에 해로운 대표적 물질 3개(타르, 니코틴, 일산화탄소) 중 하나이다.

## 역사 및 명명
니코틴은 니코티아나 타바쿰이라는 담배 식물종의 이름에서 따왔다. 니코티아나 타바쿰이라는 식물종의 명칭은 주 포르투갈 프랑스 대사였던 장 니코의 이름에서 따온 것인데 그는 브라질에서 파리로 1560년에 담배와 그 씨앗을 보내서 의학적 사용을 권장했었다. 니코틴은 1828년 독일인 화학자인 포셀트와 라이만에 의해 처음 추출되었고 그 화학적 작동이 1843년 멜센스에 의해 처음 기술되었으며 그 구조는 1893년 아돌프 피너에 의해 처음 발견되었고, 1904년에 픽텟과 크레포에 의해 처음 인공적으로 합성되었다.

## 화학적 특성
니코틴은 쉽게 피부에 침투한다. 니코틴은 메탄올과 에탄올에 잘 녹으며 물리적 자료에서 보이는 것처럼, 니코틴은 자기의 끓는점 아래의 온도에서도 쉽게 탈 수 있을 수 그렇다. 니코틴 증기는 낮은 증기압력하의 공기중에서도 308K도(섭씨 35도 또는 화씨 95도)에서 연소한다. 이런 이유로 니코틴의 대부분은 담배가 연기를 낼 때 타 버린다. 그러나 원하는 효과에 충분한 양의 니코틴이 사람에게 흡입된다.

## 약리학적 특성

### 약리운동학
니코틴이 체내에 들어가면 혈류에 의해 빠르게 퍼지고 뇌혈막을 통과하게 된다. 평균적으로 니코틴이 흡수될 때 대략 7초만에 두뇌에 도달하게 된다. 체내에 니코틴의 반감기는 대략 1시간이다. 담배연기로부터 흡수되는 상당량의 니코틴은 담배잎에 함유된 양의 일부분이다. 흡연으로부터 흡수되는 니코틴의 양은 필터를 사용하였는가, 연기를 들이 마셨는가, 또는 담배의 종류가 무엇인가 등등 많은 요인에 의해 결정된다. 입술과 잇몸사이에 끼우거나 코로 넣는 씹는 담배나 말아서 만든 담배와 같은 것들에 있어서는 몸으로 흡수되는 니코틴의 양이 보통의 연기나는 담배보다도 훨씬 늘어나는 경향이 있다. 니코틴은 시토크롬 P450효소에 의해 간에서 대사된다. 니코틴의 주요 대사물은 코티닌이다.

### 약리동력학
니코틴은 니코틴아세틸콜린 수용체에 작용하는데 특히 신경절형 니코틴 수용체와 중추신경형 니코틴 수용체와 작용한다. 전자는 부신수질에 존재하고 후자는 중추신경계에 있다. 적은양의 축적도에서 니코틴은 이런 수용체의 활동을 증가시킨다.

### 부신수질
부신수질내 신경절형 니코틴 수용체에 결속됨으로써 니코틴은 호르몬을 자극해 아드레날린(에피네프린)의 흐름을 증가시킨다. 수용체와 결합하여 니코틴은 세포 탈분극화와 칼륨의 유입을 일으킨다. 칼륨은 크롬친화성 과립의 방출을 일으키고 그로 인해 혈류로 에피네프린(노르에피네프린)이 방출된다.
아드레날린의 방출은 혈중 글루코스 수치뿐만 아니라 심장박동과 혈압, 호흡수를 증가시킨다.
코티닌은 48시간 동안 혈액에 잔류하는 니코틴의 대사 부산물인데 한 사람의 담배연기 노출의 정도를 측정하는 데 쓰일 수 있다.

### 중추신경계
중추신경형 니코틴 수용체와 결합하여 니코틴은 두뇌의 보상순환계 내에서 도파민 수치를 증가시킨다. 이와 같은 방식으로 보상계를 활성화 하고 기쁜 감정을 발생시킨다.
게다가, 니코틴은 내장기관의 신경을 거쳐 부신수질에 작용하여 교감신경계를 활성화 하고, 에피네프린의 방출을 유도한다. 이와 같은 교감신경 다발에 의해 방출된 아세틸콜린은 혈류로 에피네프린(과 노르에피네프린)을 배출시키는 니코틴 아세틸콜린 수용체로 작용한다.
흡입된 담배연기의 다른 성분들(순수 니코틴에 대항하는)이 도파민과 같은 모노아민계 신경전달물질을 분해하는 효소인 모노아민 옥시다아제의 생성을 억제한다는 연구들이 알려져 있다. 이런 효과에 반응하는 화합물들은 하르만이나 노르하르만과 같은 베타카볼린 알칼로이드들이다.

## 정신작용 효과
니코틴의 감정 변화 효과는 보고마다 다르다. 우선, 간으로부터 글루코스를, 부신수질로부터 에피네프린(아드레날린)을 배출하도록 하는 것을 볼 때, 니코틴은 자극을 유발한다. 피실험자들은 이완, 기민, 진정, 각성된 느낌을 보고한다. 심지어 온화하게 행복한 상태를 생성한다고도 보고된다. 니코틴은 식욕을 감소시키고 물질 대사를 증가시켜 그 결과 몇몇 흡연자들은 체중 감소를 보인다. 담배를 피우면 니코틴이 풍부하게 스며든 피가 6.99초 이내에 폐로부터 두뇌에 전달되고, 즉각적으로 아세틸콜린, 노르에피네프린, 에피네프린, 바소프레신, 알기닌, 도파민, 베타엔돌핀 등 수많은 화학 전달물질의 배출을 자극한다. 니코틴 효과의 대부분은 이러한 신경 전달 물질 및 호르몬의 분비 때문이다. 니코틴은 아세틸콜린을 증가시켜 집중 및 기억을 향상시키는 것으로 보인다. 또한, 아세틸콜린과 노르에피네프린을 증가시켜 경각심을 향상시키는 것으로 보인다. 니코틴은 노르에피네프린을 증가시켜 각성을 높인다. 또 아세틸콜린과 베타엔돌핀을 증가시켜 고통을 감소시킨다. 베타엔돌핀의 증가로 불안감이 감소한다. 니코틴은 또한 두뇌보상계의 감수성을 높인다. 대부분의 담배는 0.1에서 2.8밀리그램의 니코틴을 함유하고 있다.
연구 결과에 따르면, 자극 효과를 얻으려는 흡연자는 짧고 빠르게 피우기(quick puffs)를 하고, 이는 낮은 수준의 혈중 니코틴 농도를 만들어낸다. 이 상태는 신경 전달을 자극한다. 긴장을 풀고자 하는 흡연자는 깊게 피우기(deep puffs)를 한다. 결과적으로 높은 혈중 니코틴 농도가 만들어지는데, 이는 활동전위의 경로를 둔화시켜 가벼운 진정 효과를 일으킨다. 낮은 복용량의 경우, 니코틴은 잠재적으로 두뇌의 노르에피네프린과 도파민의 활동을 강화하여 정신흥분제가 전형적으로 보여주는 마약 효과를 유발한다. 반면 높은 복용량의 경우, 니코틴은 세로토닌과 아편제(Opiate)의 효과를 향상시켜 평온 및 진통 효과를 유발한다. 대부분의 마약과 비교할 때, 니코틴은 복용량이 증가함에 따라 흥분제에서 평온/진통제로 프로파일이 바뀐다는 점이 독특하다.

## 같이 보기
- 금연
- 니코틴산
- 니코틴 수용기
- 니코틴 작용제
- 담배
- 담배속
- 향정신성의약품